# M/S Euroferrys Atlantica

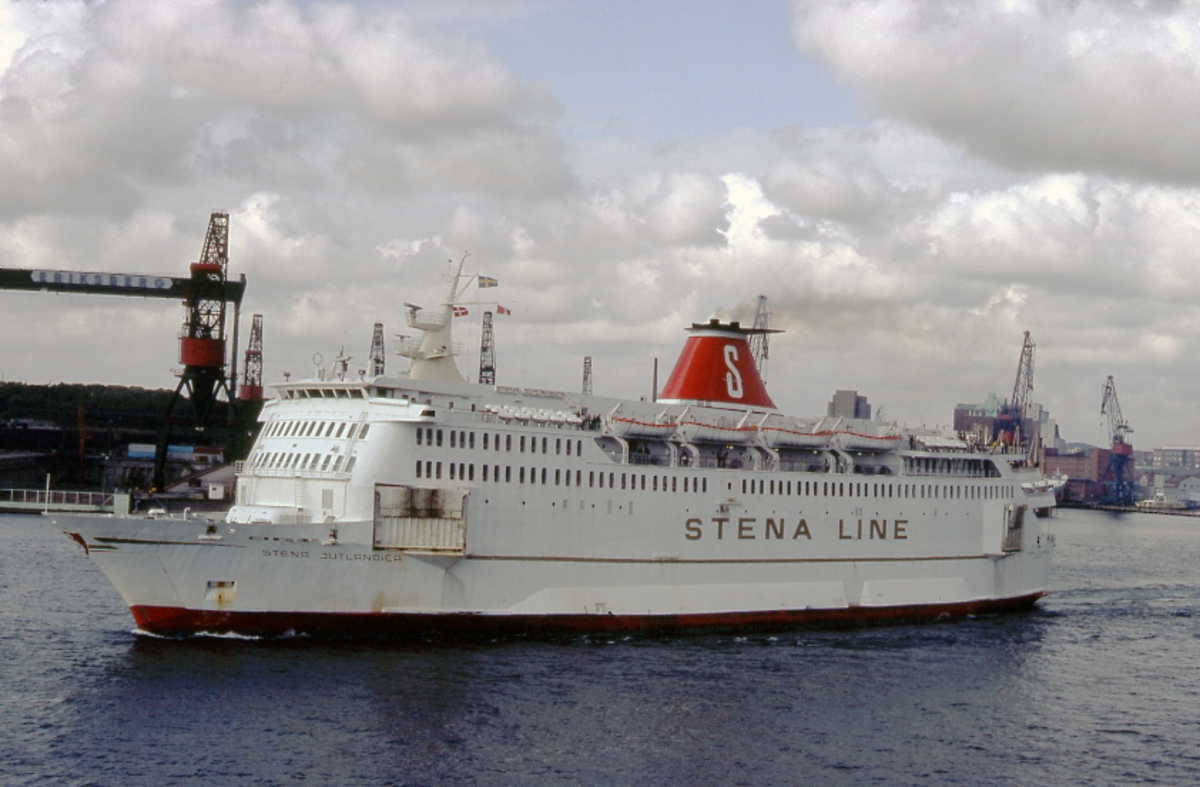
M/S Stena Jutlandica, i Göteborgs hamn.

M/S Euroferrys Atlantica var en färja av Ro-pax-typ, färdigställd i Trogir i dåvarande Jugoslavien (nuvarande Kroatien) 1972. Den ägdes det första decenniet av Stena Line och var då känd som M/S Stena Jutlandica (se M/S Stena Jutlandica). Därefter var den – under andra namn — aktiv som färja för Marine Atlantic i östra Kanada och senare i västra Medelhavet. 2010 skrotades färjan.

## Historik
Under namnet Stena Jutlandica gick fartyget i trafik på linjen Göteborg–Frederikshavn från 1973 till 1982. År 1976 gick fartyget på grund i Hakefjorden; passagerarna evakuerades via livbåtar till Prinsessan Desirée. Senare samma år kolliderade Stena Jutlandica med Tor Gothia i Rivöfjorden. Därefter byggdes hon om, bland annat med installation av stabiliserande sidosponsorer, och året efter sattes det åter i trafik.
År 1982 utchartrades Stena Jutlandica till kanadadensiska CN Marine och bytte namn till Jutlandica; parallellt sattes en ny generation av Stena Jutlandica i trafik hos Stena Line. Båten fick Bahamaflagg, med Nassau, Bahamas som hemmahamn. Därefter sattes båten in på färjetrafik i östra Kanada, mellan Sydney på Nova Scotia (Kap Bretonön) och Channel-Port aux Basques (Newfoundland). Året efter fick fartyget det nya namnet Bluenose och flyttades över till linjen Yarmouth (Nova Scotia)–Bar Harbor (Maine). 1987 byttes ägarskapet till Marine Atlantic.
1996 råkade Bluenose ut för motorhaveri nära Bar Harbour. Året efter såldes färjan till Bay Ferries, men fortfarande med samma färjerutt mellan södra Nova Scotia och Maine i USA.
1997/1998 låg fartyget upplagt, och det bytte därefter namn till Hull 309. Det såldes till spanska färjerederiet Europa Ferries S.A., baserad i Las Palmas de Gran Canaria. I mars 1999 avgick fartyget mot spanska Algeciras, där det under sommaren samma år började löpa på linjen Algeciras–Tanger (över Gibraltar sund), under det nya namnet M/S Euroferries Atlantica.
2005 fick fartyget Panamaflagg. Fem år senare flyttades det över till rutten Almería–Nador längre österut. Redan samma år såldes fartyget dock till Saint Kitts & Nevis-baserade Taymouth Ltd., och namnet byttes samtidigt till Ace II. I december genomförde fartyget sin sista resa, till turkiska Aliağa, där det slutligen skrotades.

## Andra Stena Jutlandica
Stena Jutlandica är ett av Stena Lines mest kända fartygsnamn. Senare har namnet används för två andra fartyg, under åren 1983–1996 respektive sedan 1996.